# 60614 Tomshea
60614 Tomshea este o planetă minoră (asteroid), cu un diametru de 3,671 km, din centura de asteroizi. A fost descoperită pe 1 martie 2000 la Catalina Station⁠(d) de Catalina Sky Survey. 
Obiectul prezintă o orbită caracterizată de o semiaxă mare de 2,7209778947033 UAi, o excentricitate de 0,1, o înclinație de 6 ° în raport cu ecliptica.